# Франко Селваджи
Франко Селваджи (на италиански: Franco Selvaggi) е италиански футболист, нападател и треньор.

## Кариера
В кариерата си в Серия А (1972-1986), Селваджи играе за Тернана, Рома, Каляри, Торино, Удинезе и Интер.
Селваджжи представя националния отбор на Италия до 21 години на 2 пъти през 1980 г., отбелязвайки 2 гола. С мъжкия национален отбор той има 3 мача през 1981 г., като прави своя дебют в мача срещу ГДР на 19 април (0:0). Той е част от състава на Италия, спечелил световното първенство през 1982 г. под ръководството на Енцо Беарцот, въпреки че не записва участие на Мондиала.
След като се оттегля от футбола, Селваджи става треньор. Води отборите на Катандзаро, Таранто, Матера, Кастел ди Сангро и Кротоне.

## Отличия

### Международни
Италия
- Световно първенство по футбол: 1982